# Bismarckstraße (Bremen)

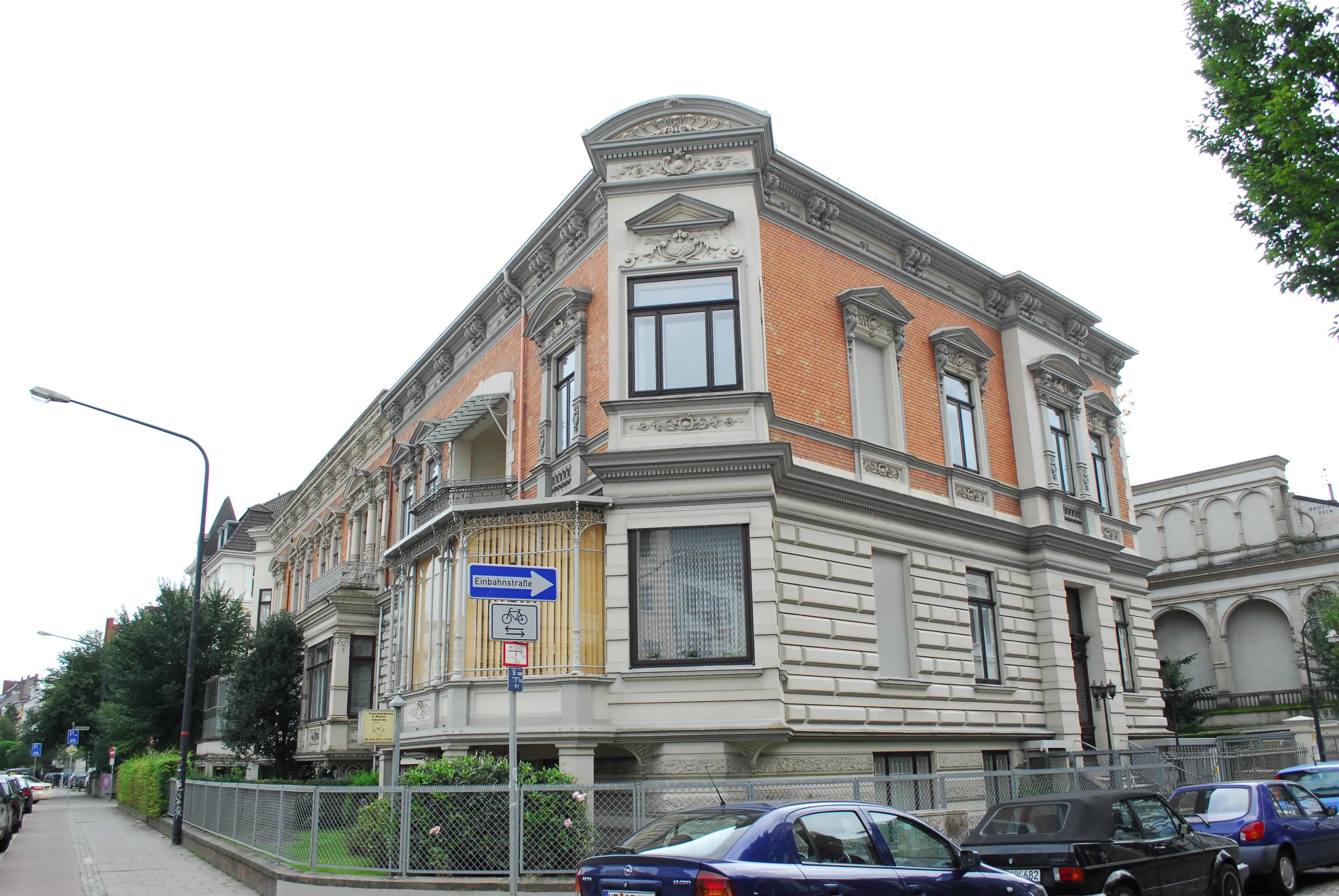
Wohnhaus Besselstr./Bismarckstr. nach Nr. 5

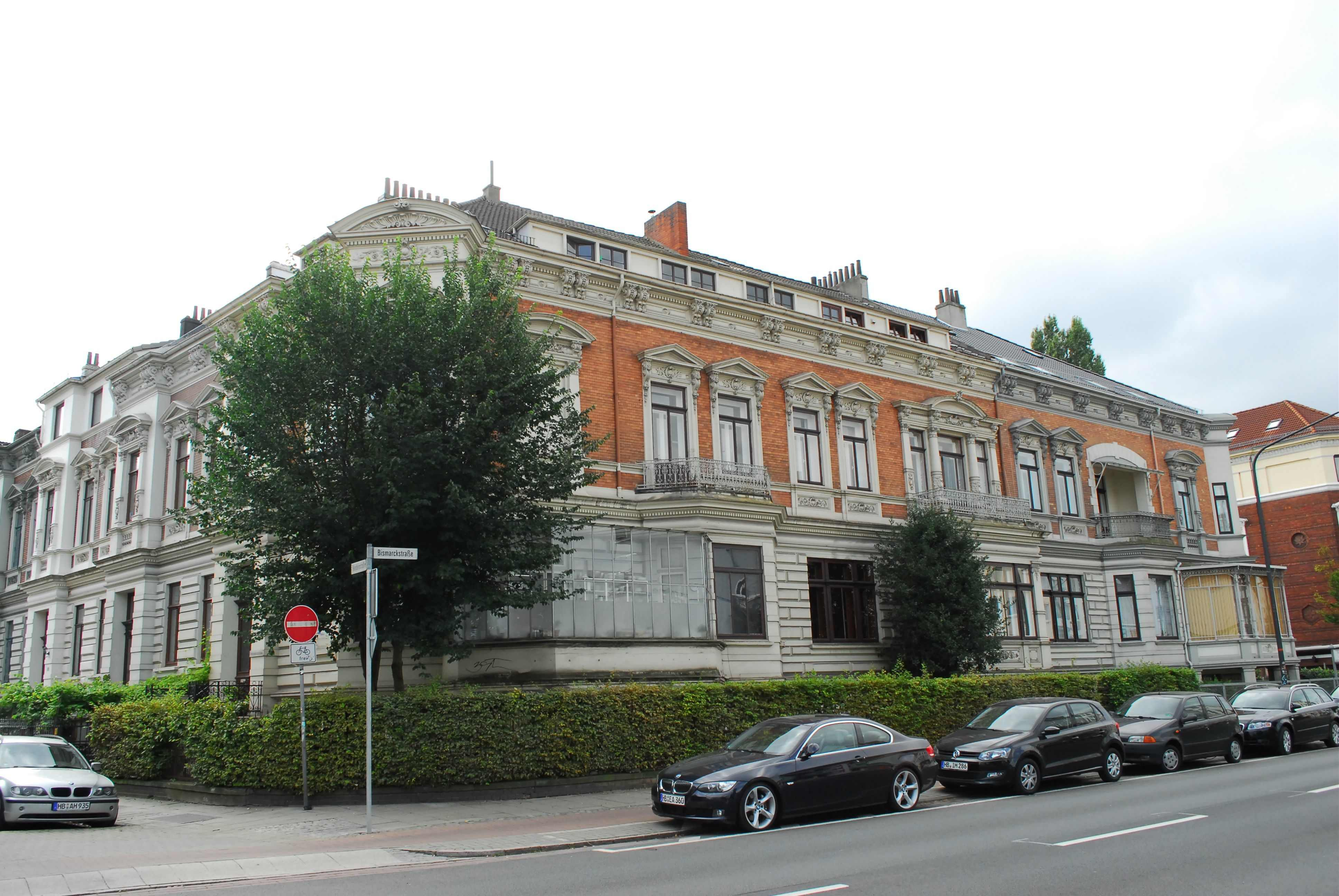
Wohnhaus Bismarckstr./Herderstr. 92

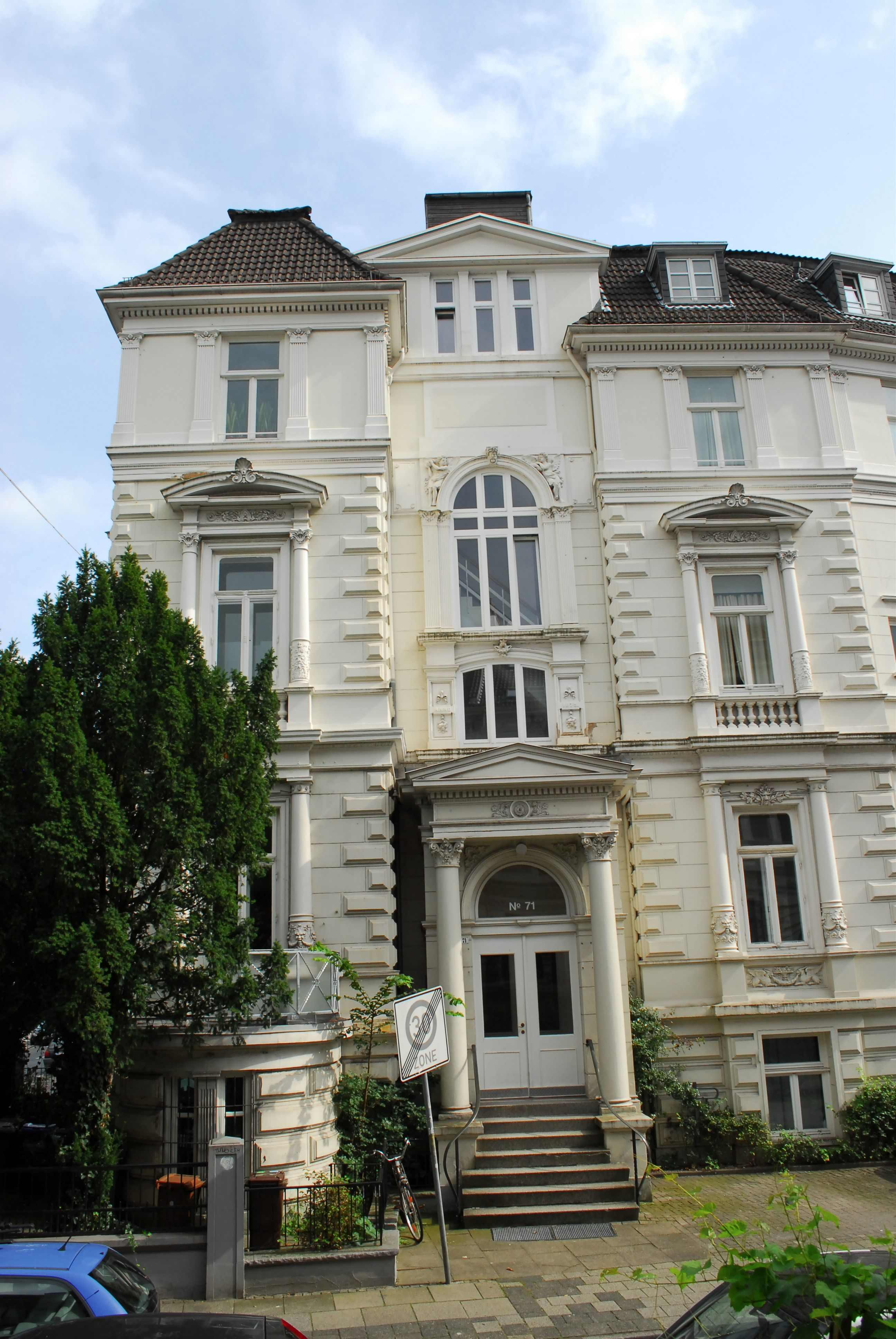
Ex. Herder-Klinik, Herderstr. 71/Bismarckstr. 25

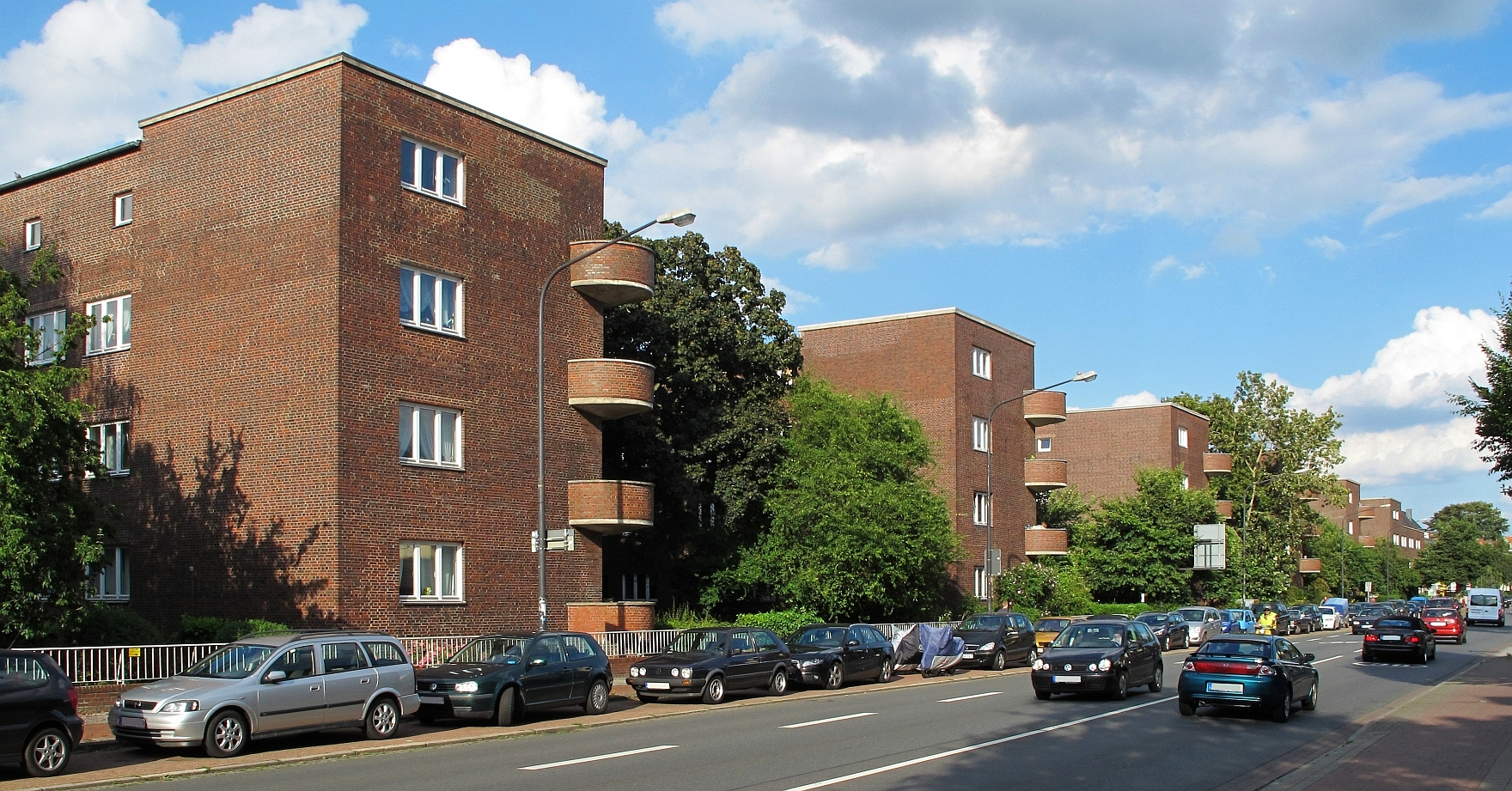
AfA-Siedlung Bremen von 1929/30

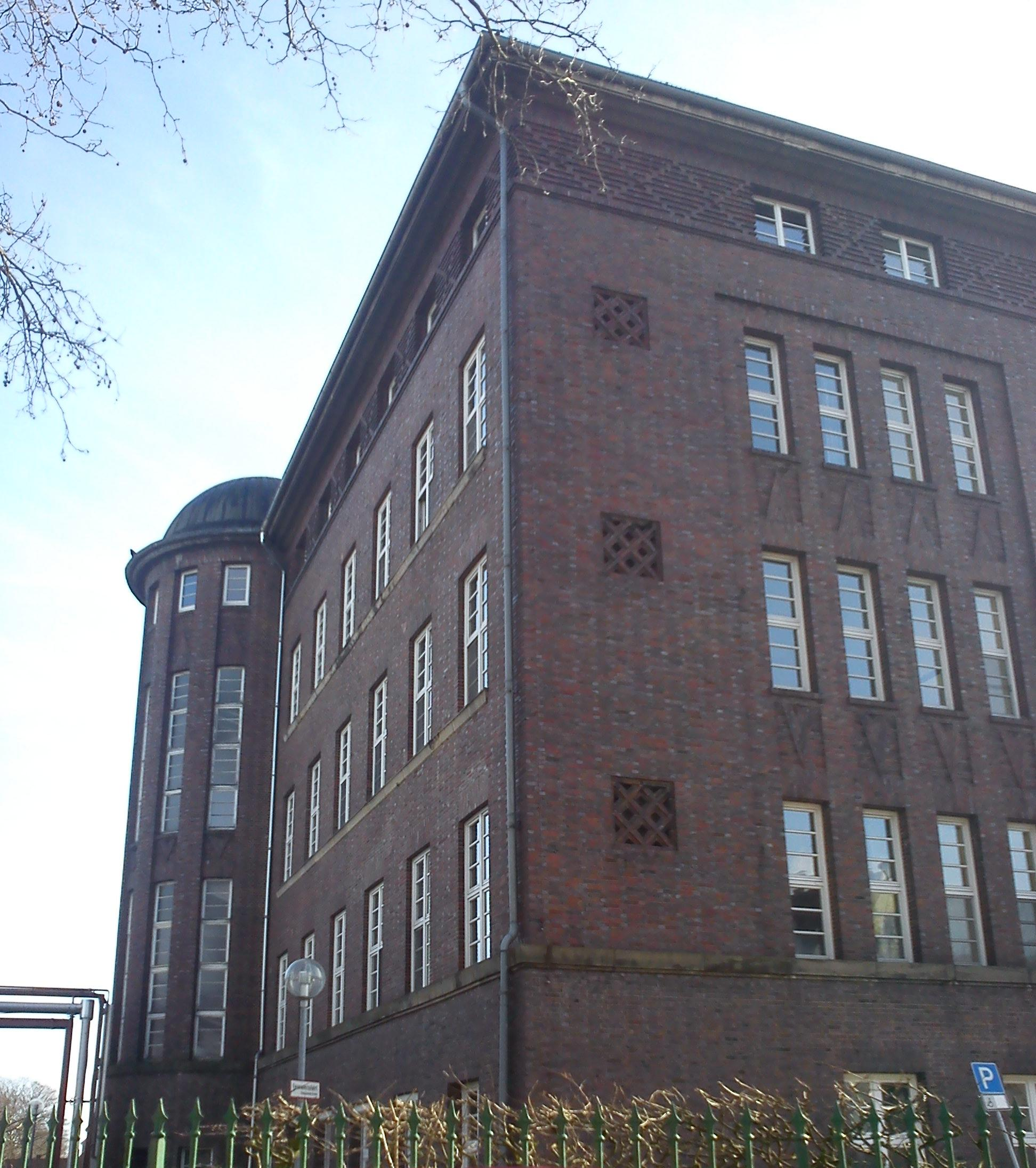
Klinikum Bremen-Mitte

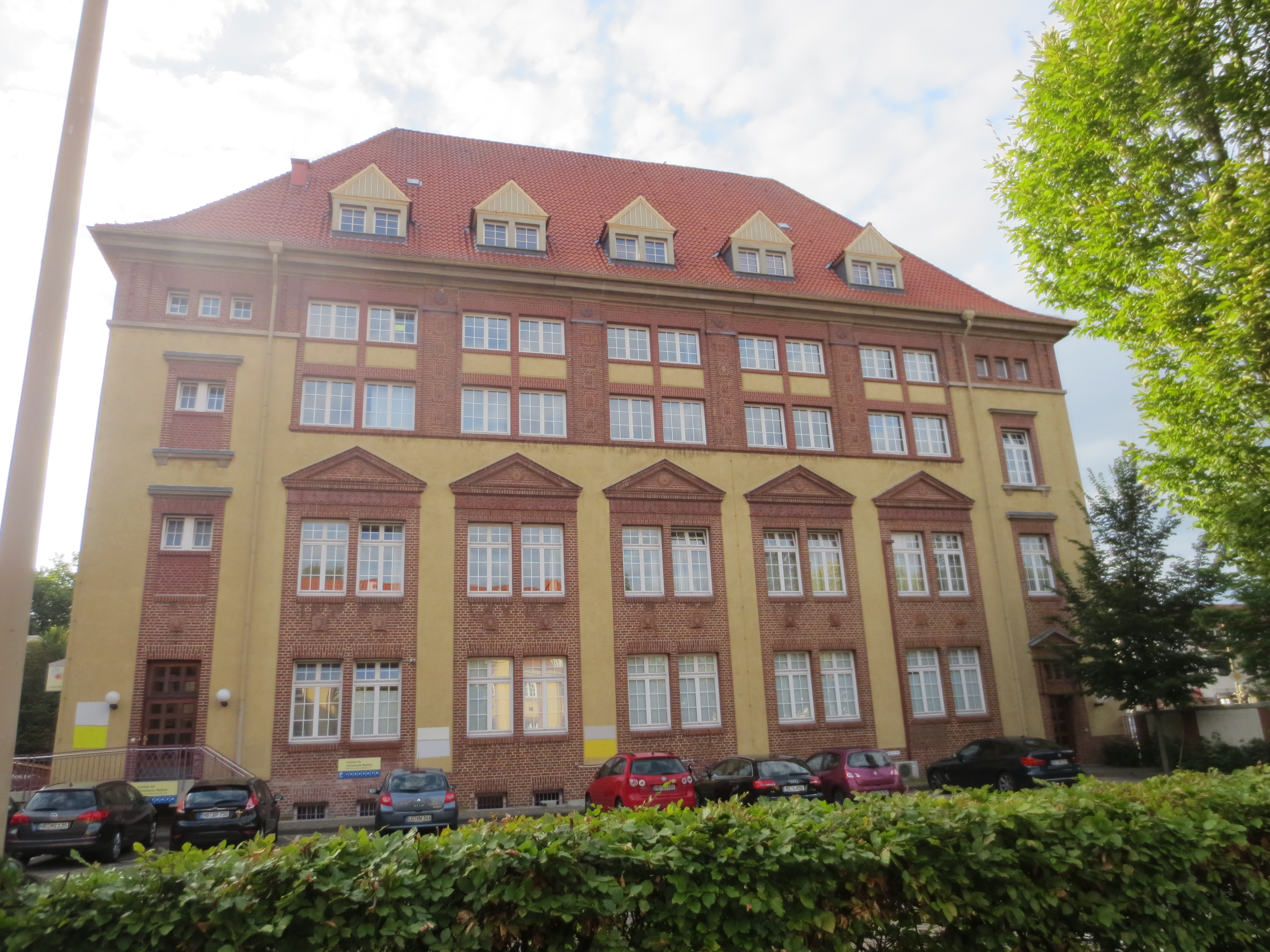
Ehemaliges Fernsprechamt Hansa Bremen

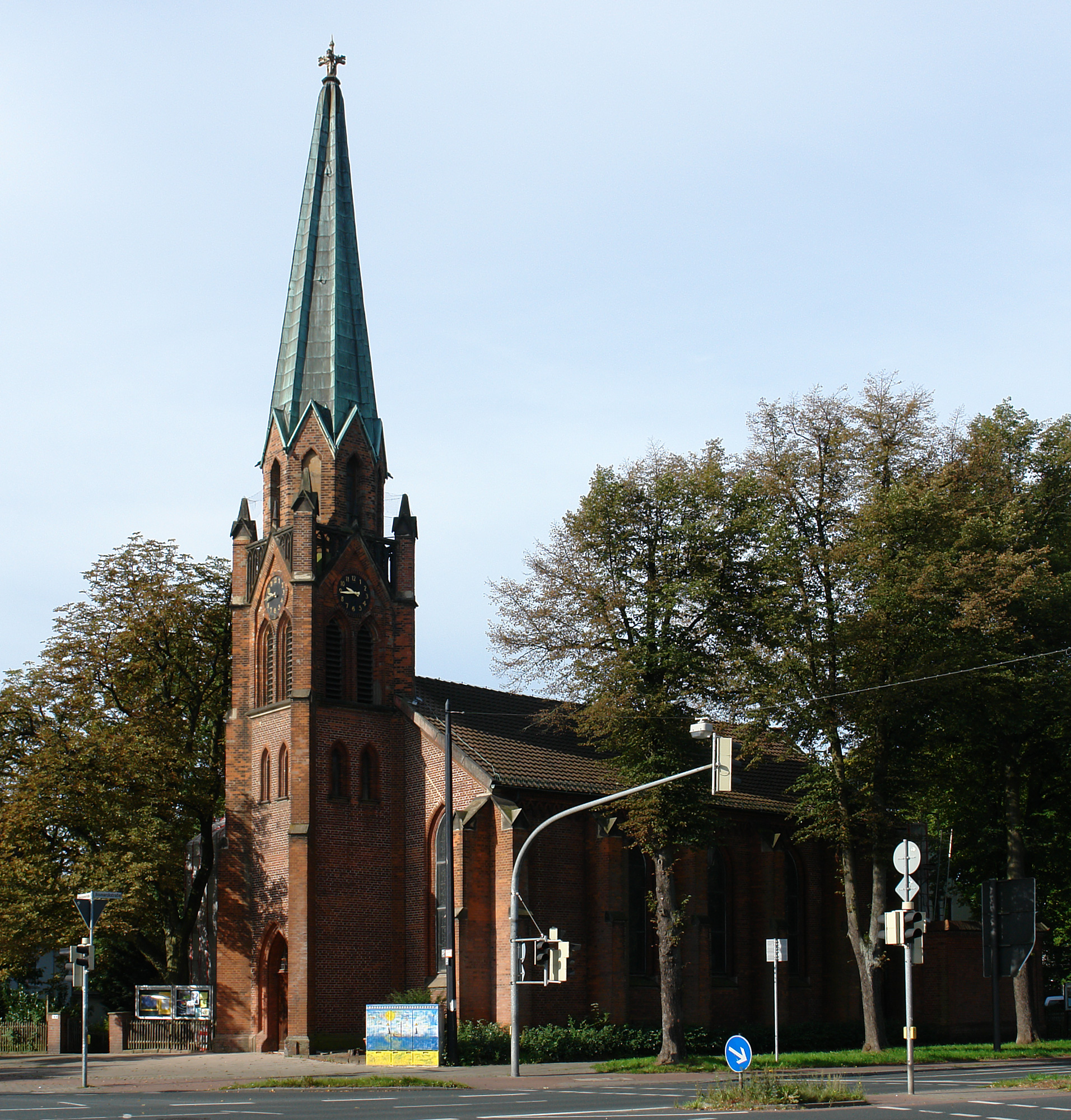
Alt Hastedter Kirche

Die Bismarckstraße ist eine historische Straße in West-Ost-Richtung in Bremen im Stadtteil Östliche Vorstadt. Sie führt von Am Dobben/Dobbenweg/Schwachhauser Heerstraße bis zur Stresemannstraße.
Sie gliedert sich in die Teilbereiche:
- Am Dobben bis Sankt-Jürgen-Straße und
- Sankt-Jürgen-Straße bis Stresemannstraße.

Die Querstraßen wurden u. a. benannt als Mathildenstraße nach Mathilde Rutenberg, Frau von Baumeister Lüder Rutenberg, Fesenfeld nach dem Hof Fesenfeld, Theresenstraße (Vorname), Sankt-Jürgen-Straße nach dem Sankt-Jürgen Gasthaus und Ramdohrstraße nach Enno Ramdohr ein Bremer Staatsrat; ansonsten siehe beim Link zu den Straßen.
Die Bismarckstraße ist in Bremen die Straße mit der siebenhöchsten Hausnummer (Nr. 444).

## Geschichte

### Name
Die Bismarckstraße wurde 1872 im ersten Teilstück benannt nach dem ersten Reichskanzler des Deutschen Reiches Otto von Bismarck. Die Verlängerung der Straße bis zur Sankt-Jürgen-Straße trug den Namen Goebenstraße und wurde 1890 dann auch zur Bismarckstraße umbenannt. Die Goebenstraße befindet sich seitdem in Schwachhausen (Hermann-Böse-Straße bis Parkallee)

### Entwicklung
Zunächst bestand ein Verbindungsweg zwischen der Bessel- und der Mathildenstraße zur Schwachhauser Chaussee, die den Namen Auf der Tafel erhielt. Die dann bis 1872 ausgebaute und verlängerte Straße dient der Erschließung der östlichen Neubaugebiete im Ortsteil Fesenfeld, Steintor und Hulsberg, des späteren Stadtteils Östliche Vorstadt. Zunächst entstanden die Bremer Häuser im Fesenfeld und die Verbindungsstraßen in Richtung Steintorviertel. Das Klinikum Bremen-Mitte, damals noch als St. Jürgen-Krankenhaus bezeichnet weitete sich nach 1900 bis zur Bismarckstraße aus. In den 1920er Jahren entstand auf der anderen Straßenseite (108–126) die AfA-Siedlung Bremen mit 230 Wohnungen im modernen Stil des Bauhauses; eine Architektur die Kritik und Proteste der Traditionalisten hervor rief.
Der mächtige Komplex des ehemaligen Fernsprechamts „Hansa“ dominiert ab 1922 den Bereich an der Friedrich-Karl-Straße. In Richtung Osten im Hulsberg folgt eine stark durchgrünte Wohnbesiedlung mit der Schule an der Schaumburger Straße von 1931 und einem Kindergarten als Mittelpunkte.
In dem Straßenquadrat Bismarckstraße, Bennigsenstraße, Bei den drei Pfählen und Stader Straße wurde zwischen dem Ersten und dem Zweiten Weltkrieg die Westfalensiedlung gebaut, die aus sehr kleinen Häusern für Menschen mit geringem Einkommen besteht. Der Quartiersname bestimmte sich aus den westfälischen Straßennamen. Die Siedlung ist im Krieg wenig zerstört, bzw. in gleicher Form wieder aufgebaut worden. Heute ist diese Siedlung im Volksmund als „Klein Mexiko“ bekannt.
1938 wurde auf der Bismarckstraße, über die damals berichtet wurde, dass sie „immer mehr zu einer der belebtesten Hauptverkehrsstraßen Bremens wird“, erstmals ein Radweg angelegt, damals nur in stadteinwärtiger Richtung und nur bis zur Graf-Moltke-Straße. Noch heute geht an dieser Stelle der rote gepflasterte Radweg in einen erst später angelegten asphaltierten Radweg über.
Bei den Luftangriffen auf Bremen wurden 1944 nur wenige Bereiche zerstört.
An der Ecke Schwachhauser Heerstraße / Bismarckstraße stand seit 1891 der Zentaurenbrunnen, der 1958 aus Gründen der veränderten Verkehrsplanungen beim Leibnizplatz in der Bremer Neustadt aufgestellt wurde.

### Verkehr
Die Buslinie 25 (Weidedamm – Osterholz) fährt durch die Bismarckstraße.
1936 wurde die Straßenbahnlinie 10 von den Städtischen Krankenanstalten durch die Bismarckstraße bis zur Friedrich-Karl-Straße verlängert. Dieser kurze Abschnitt wurde nach 1945 nicht wieder aufgenommen.
Durch den Ausbau der Steubenstraße Ende 1957 nahm auch hier der Kfz-Verkehr zu, so dass im Januar 1958 an der Ecke St.-Jürgen-Straße eine Ampelanlage errichtet wurde. Die benachbarten Ampeln an der Graf-Moltke-Straße bzw. Friedrich-Karl-Straße gab es damals noch nicht.

## Gebäude
An der Straße befinden sich zwei- bis fünfgeschossige Gebäude, die zumeist Wohnhäuser sind und in den zentralen Bereichen Geschäftshäuser sowie Teile des Klinikums Bremen-Mitte mit seinen Neubauten von 2017.
Baudenkmale
- Wohnhausgruppe Besselstraße / Ecke Bismarckstraße von Lüder Rutenberg
  - Bismarckstraße Nr. 1 / Ecke Besselstraße Nr. 91: 2-gesch. Wohnhaus mit Souterrain im Stil der Neorenaissance von 1893, Architekt Fritz Dunkel
- Wohnhausgruppe Herderstraße 39–92 / Bismarckstraße
  - Bismarckstraße / Herderstraße Nr. 71: 3-gesch. Herder-Klinik, heute Wohnhaus von 1875/1910 im Stil des Neoklassizismus
  - Bismarckstraße / Herderstraße Nr. 92: 2-gesch. historisierendes Wohnhaus nach Plänen von Fritz Dunkel
- Bismarckstraße Nr. 108–126 und Manteuffelstraße Nr. 11–39: 4-gesch. AfA-Siedlung Bremen, Wohnanlage von 1929 bis 1930 nach Plänen der Architekten Willy Berg und Max Paasche für die AfA-Wohnbaugesellschaft Bremen
- Bismarckstraße / St.-Jürgen-Straße Nr. 1: 5-gesch. Krankenhausbau der damals Medizinischen Klinik von 1929; Architekten: Oberbaurat Hans Ohnesorge, Baurat E. A. Zill, Heinrich Müller und Grieme.
- Bismarckstraße Nr. 256 / Friedrich-Karl-Straße Nr. 55: 4-gesch. Fernsprechamt „Hansa“ von 1922 nach Plänen von Schäffer und Lühring; nach Umbauten durch das Klinikum Bremen-Mitte genutzt.
- Bismarckstraße / Bennigsenstraße Nr. 7: evangelische, neugotische Alt Hastedter Kirche von 1862 von Wilhelm Weyhe mit einer Turmhöhe von 29 m

Erwähnenswerte Gebäude und Anlagen
- Nr. 1: Hier stand ein Wohnhaus vom Architekten Heinrich August Gildemeister, das nicht erhalten ist.
- Nr. 51: 2-gesch. Wohnhaus der Gründerzeit; hier wohnte seit 1910 die Buchhändlerin Johanna Leuwer. Sie musste 1939 ihr Haus in der Bismarckstraße verlassen, das wie ihr Geschäftshaus mit der Buch- und Kunsthandlung in der Obernstraße „arisiert“ wurde. 1943 starb sie im KZ Theresienstadt.
- Nr. 58: 3-gesch. Wohn- und Geschäftshaus der Gründerzeit mit zwei Skulpturen
- Nr. 165–um 299: 4 bis 5-gesch. Alt- und Neubauten des Klinikums Bremen-Mitte
- Nr. 307: 1-gesch. städtisches Kinder- und Familienzentrum Betty-Gleim-Haus

Denkmale, Gedenktafeln
- Stolpersteine für die Opfer des Nationalsozialismus:
  - Nr. 77: für Kurt, Martha, Max und Merry Speier